# Jonny Quest

Logo de la serie Jonny Quest de 1986.

Jonny Quest es una serie de ficción estrenada el 18 de septiembre de 1964, creada por Doug Wildey para la compañía de animación estadounidense Hanna-Barbera. Trata sobre las aventuras de un muchacho llamado Jonny Quest, quien acompaña a su padre, el Dr. Benton C. Quest, en sus viajes por el mundo. A su lado se encuentra el piloto Roger T. "Race" Bannon, encargado de los diferentes transportes, y juntos se enfrentan a peligros inauditos. Más tarde, aparecería un nuevo personaje que se convertiría en coprotagonista, Hadji, un muchacho indio que entabla amistad con Jonny, y una mascota, el perro Bandido. La primera (y única) temporada constó de 26 capítulos de 25 minutos, finalizando en 1965. Con una animación característica, sencilla pero de un gran realismo (sobre todo en los vehículos, tanto contemporáneos como de época y sus distintas localizaciones y paisajes exóticos), unas historias que aun entrando de lleno en la ciencia ficción o el espionaje más disparatado (algunos episodios parecen auténticas aventuras de James Bond, tan de moda en esos años), resultaban del todo creíbles, con muy buenos guiones y sobre todo un enorme despliegue de violencia para una animación infantil; muertes por caídas, explosiones, accidentes, disparos... etc. Tanto de héroes como de villanos, se mostraban sin pudor (eso sí, sin sangre en pantalla), en las siguientes series de la franquicia se rebajó notablemente este aspecto.

## Personajes

### Jonathan "Jonny" Quest
Es un niño de 11 años de edad que perdió a su madre a una edad muy temprana. Aunque es poco entusiasta en su educación, es muy inteligente, valiente, aventurero, y en general atlético. Es increíblemente responsable y educado.

### Dr. Benton C. Quest
Es el padre de Jonny y un genio científico que trabaja para el gobierno de los EE. UU. Es considerado "uno de los tres principales científicos del mundo", con intereses y conocimientos técnicos que abarcan muchos campos.

### Roger T. "Race" Bannon
Es un hombre alto, fuerte y estilizado. Agente especial, guardaespaldas, y piloto de la inteligencia. Temores gubernamentales de que Jonny podría "correr un gran peligro" (su madre murió de un atentado) hizo que se asignase a Bannon como su guardia y tutor. Nació en Wilmette, Illinois. Hijo de John y Sara Bannon. Es un experto en judo, cinturón negro de tercer grado, esto le permite derrotar a expertos en artes marciales, incluyendo a luchadores de sumo.

### Hadji Singh
Es el hijo adoptivo del Dr. Quest, aparece en el segundo episodio de la serie. Niño de 11 años huérfano de Calcuta, y séptimo hijo de un séptimo hijo. Parece poseer poderes místicos (incluyendo encantador de serpientes, levitación, magia e hipnosis), que pueden o no pueden ser atribuidos a trucos de salón. Es un muchacho delgado, de piel cobriza, mentón estrecho, pómulos altos, nariz chata, ojos pequeños y redondos, boca pequeña y labios carnosos. Viste una chaqueta muy ajustada de manga larga abotonada de arriba abajo hecha de satén de color beige. Los pantalones son también de satén algo más oscuros, calza mocasines de piel blancos con calcetín blanco. Sobre su cabeza suele llevar un turbante rematado con un rubí encastrado. Hadji es callado y prudente, pero cuando habla es para decir algo que cree que es importante, y por lo general sus palabras contienen la sabiduría del pueblo hindú, tanto es así que habla (el inglés), con cierta dificultad y su acento es muy marcado. Aprendió judo y el inglés gracias a un marino estadounidense.

### Bandido (Bandit)
Es la mascota del grupo. Se trata de un simpático bulldog pequeño de color blanco, con una mancha negra sobre su rostro que le rodea los ojos a modo de máscara, por la cual se ha ganado su nombre. Suele entender el lenguaje humano y es muy expresivo. Luce un collar azul en el cuello y en innumerables ocasiones gracias a su colaboración, los Quest han podido sortear situaciones desagradables.

## Elenco

### Voces original y Doblaje
Protagonistas
- Jonny Quest: Tim Matheson (Voz en inglés) / Jesús Brock (Doblaje en español de América)
- Dr. Benton Quest: John Stephenson (Voz en inglés) / Dagoberto de Cervantes y Narciso Busquets (Doblaje en español de América)
- Roger T. "Race" Bannon: Mike Road (Voz en inglés) / Armando Coria Sr. y Narciso Busquets (Doblaje en español de América)
- Hadji: Danny Bravo (Voz en inglés) / María Antonieta de las Nieves y Rocío Garcel (Doblaje en español de América)
- Bandido: Don Messick / N/A

Recurrentes:
- Dr. Zin: Jorge Arvizu (Villano recurrente)
- Jade: Yolanda Mérida (Mercenaria y ladrona profesional, interés amoroso de Race Bannon).

Otros:
- Voz del Narrador: Sergio de Bustamante, Carlos David Ortigosa y Dagoberto de Cervantes (Doblaje en español de América)

## Episodios
Los episodios comenzaron a emitirse el 18 de septiembre de 1964: tenían una duración de 30 minutos y la primera temporada constó de 26 capítulos, finalizando en 1965. A continuación se incluye una relación de los episodios, con su título original en inglés, su traducción y una sinopsis.
1. El Misterio de los Hombres Lagarto (Mystery of the Lizard Men): 1964. Cinco barcos desparecen en el Mar de los Sargazos. Un superviviente cuenta que vio una fina luz roja. Las autoridades se ponen en contacto con al profesor Benton Quest para que investigue. Acompañado por su hijo Jonny, su guardaespaldas Randy `Race´ Bannon y su mascota Bandido, acudirá a la llamada. Alguien está experimentando con un láser desde un galeón modificado y así evitar el lanzamiento de un cohete tripulado a la Luna.
2. Aventura en el Ártico (Arctic Splashdown): 1964. Un satélite es saboteado y cae en el Ártico, donde es recuperado por alguien que quiere beneficiarse de su tecnología para lanzar sus misiles. Jonny, su padre y sus compañeros le detendrán. En este episodio aparecería por primera vez Hadji.
3. La Maldición de Anubis (The Curse of Anubis): 1964. El Doctor Ahmed Kareem roba la estatua de Anubis de su templo, con la intención de implicar a otro y poder unir a las naciones árabes contra el mundo. Al final intenta culpar al Doctor Benton Quest, encerrándolo en una tumba con la estatua. Pero la Maldición de Anubis es real y la propia estatua se encarga de castigar a su auténtico profanador.
4. Cautivos de los Po-Ho (Pursuit of the Po-Ho): 1964. Mientras acude en ayuda de un compañero científico cautivo en la selva amazónica, el Dr. Quest es secuestrado para un sacrificio ritual por una tribu de guerreros nativos hostiles.
5. El Enigma del Oro (Riddle of the Gold): 1964. Investigando una pieza de oro falso de una mina india supuestamente explotada en su totalidad, el Dr. Quest descubre un anillo alquimista de imitación (concebido por su némesis, el Dr. Zin, y usado desde el palacio de alguien que se hace pasar por Maharaja) que podría causar un daño extremo al mercado financiero. Primera aparición del Dr. Zin y primer episodio donde Don Messick dobla al Dr. Quest.
6. El Tesoro del Templo (Treasure of the Temple): 1964. En una expedición arqueológica a una antigua ciudad maya en la selva de Yucatán, el Dr. Quest es amenazado por un codicioso y despiadado cazador de tesoros británico llamado Perkins y sus soldados confederados nativos, su intención es encontrar las riquezas que se esconden en las ruinas.
7. Aventura en Calcuta (Calcutta Adventure): 1964. El Doctor Benton y Jonny están en Calcuta, investigando la muerte de múltiples ovejas, posiblemente a causa de un gas nervioso. Hadji aparece cuando hace fracasar el asesinato del Doctor Quest y se une al grupo en la búsqueda de los asesinos. Ayudado por un mercader, el grupo descubre la fábrica de las armas dentro de una montaña. Mientras investigan el Doctor Quest es capturado y posteriormente liberado por Race. Entonces el Doctor Quest usa su amplificador sónico para producir una avalancha en la montaña, enterrando a los asesinos y destruyendo las armas.
8. El Robot Espía (The Robot Spy): 1964. Un extraño aparato (una esfera de la que surgen patas dándole aspecto de araña) que parece alienígena, se ha estrellado en las proximidades del laboratorio del Doctor Quest y este va a investigarlo. Resulta que todo es una artimaña de uno de los archienemigos (Dr. Zin) del Doctor Quest para espiarlo.
9. Doble Peligro (Double Danger) (primer episodio producido): 1964. Un impostor disfrazado de Race se infiltra en una expedición del Dr. Quest a las selvas de Tailandia, cuya misión es encontrar una extraña planta con propiedades farmáceuticas únicas de control mental. El Dr. Zin quiere hacerse con ella para conseguir sus objetivos. En este capítulo aparece Jade por primera vez y es la última en la que John Stephenson pone la voz al Dr. Quest.
10. La Sombra del Cóndor (Shadow of the Condor): 1964. Un problema en el motor hace que Race tenga que aterrizar en los Andes. Allí se tendrán que enfrentar al Barón Frohlicke, quien quiere vengarse de Race por ser capaz de aterrizar expertamente un jet.
11. El Emblema de los Piratas (Skull and Double Crossbones): 1964. Unos piratas están detrás del tesoro de un galeón español hundido. Jonny encuentra un doblón de oro español y los piratas se ponen en movimiento, raptándolo, para que les den el tesoro a cambio. Bandido, equipado para el buceo, será quien avise a los guardacostas. Los piratas son hundidos, y el tesoro devuelto.
12. Muñecos Diabólicos (The Dreadful Doll): 1964. El Doctor Quest es llamado para detener a un sacerdote de Vudú que está convirtiendo a los habitantes de una isla en zombis, pero en realidad, los estaba drogando mediante dardos. Hay mucho más de lo que se ve a simple vista pues mientras Jonny y Hadji están practicando submarinismo ven cosas muy extrañas.
13. Los pigmeos (A Small Matter of Pygmies): Una tribu de Pigmeos hostiles toman a Race y a Hadji como prisioneros.
14. Los Dragones de Ashida (Dragons of Ashida): 1964. En una visita a Japón, el Dr. Quest se encuentra con un viejo amigo experto en biología; este se ha vuelto loco y está criando lagartos carnívoros de gran tamaño con el propósito de cazar presas humanas.
15. Turu el Terrible (Turu the Terrible): 1964. Mientras estudian un extraño mineral en las selvas amazónicas, el Doctor Quest y Race, descubren un gigantesco Pteranodon prehistórico adiestrado por un anciano loco en silla de ruedas, para que capture a los nativos del lugar y usarlos como esclavos en la extracción de dicho mineral.
16. El Falso Volcán (The Fraudulent Volcano): 1964. Mientras investigan una serie de temblores inusuales que amenazan con una gran erupción en una isla tropical en el Pacífico Sur, el Dr. Quest y Race descubren una base secreta escondida en lo más profundo de un volcán de la zona, en la que se está probando un nuevo tipo de lanza rayos. Resulta estar controlada por el Dr. Zin y protegida por guardias que se desplazan en aerodeslizadores.
17. El Hombre Lobo de Timberland (Werewolf of the Timberland): 1965. Mientras busca muestras de madera petrificada en las Montañas Rocosas, el Dr. Quest es amenazado por un grupo de leñadores para que abandone el lugar; realmente, son una banda de contrabandistas de oro, uno de los cuales suele disfrazarse de hombre lobo para ahuyentar a los posibles intrusos y así proteger sus operaciones.
18. Piratas Submarinos (Pirates from Below): 1965. El complejo de viviendas de Quest en Florida es atacado por agentes extranjeros (usando submarinos), con la intención de robar un nuevo vehículo submarino rastreador que está desarrollando para la Armada de los Estados Unidos.
19. La Isla de los Gorilas (Attack of the Tree People): 1965. Jonny y Hadji naufragan en una costa selvática del continente africano y son adoptados por una tribu de simios amistosos que los protegen de un par de cazadores furtivos australianos, con la intención de secuestrarlos y pedir rescate. Lograrán hacer prisioneros al Dr. Quest y Race, los niños entonces, deberán convencer a los simios para que los ayuden a rescatarlos y derrotar a los furtivos.
20. El Monstruo Invisible (The Invisible Monster): 1965. Tras un fallido experimento del Dr. Isaias Normann, se crea un monstruo invisible que absorbe energía en forma de luz y destruye todo a su paso. Tras hacerlo visible mediante pintura, es llevado a una cueva usando como señuelo luces eléctricas, para luego ser destruido mediante un rayo láser.
21. La Torre del Diablo (The Devil's Tower): 1965. Mientras realiza investigaciones atmosféricas en la sabana africana, el Dr. Quest descubre una montaña y en su cumbre una meseta inaccesible, poblada por cavernícolas prehistóricos, que son usados como trabajadores esclavos para la extracción de diamantes por Klaus Heinrich von Dueffel, un criminal de guerra nazi en la clandestinidad.
22. El Proyectil Misterioso de Quetong (The Quetong Missile Mystery): 1965. La desaparición de unos botes y sus ocupantes, y la contaminación ambiental en torno a los peces por medio de un combustible para cohetes, lleva al Doctor Quest a investigar y llega a una base dirigida por un General deshonesto que planea lanzar unos enormes misiles. Jonny y Hadji son capturados. El Doctor y Race deciden destruir la base y abortar el lanzamiento de los proyectiles. Después de una breve persecución, uno de los disparos del General alcanza al soldado que controla los interruptores de las minas submarinas y este acciona la que ésta bajo el bote del General, matándolo.
23. La Casa de las Siete Gárgolas (House of Seven Gargoyles): 1965. En una visita a la residencia de un científico noruego situada en un castillo, el Dr. Quest debe proteger el último invento de su colega (un generador antigravedad) de un ladrón, disfrazado como una de las siete gárgolas que hay en el techo.
24. La Isla del Terror (Terror Island): 1965. Un científico inventa una fórmula para crear Monstruos gigantescos. El equipo Quest arruinará sus planes.
25. Los Monstruos del Monasterio (Monster in the Monastery): 1965. Una aldea del Tíbet es atacada por un monstruo parecido al yeti, los lugareños son presa del terror y creen que proviene del monasterio al otro lado del puente de cuerda. El Equipo Quest descubre que en realidad los monstruos son delincuentes disfrazados y lucharán contra ellos. La sorpresa llega cuando el verdadero yeti aparece, mata a los impostores y vuelve a su guarida en las montañas.
26. El Monstruo del Mar (The Sea Haunt): 1965. Respondiendo a una señal de socorro en el Mar de Java, el grupo Quest queda atrapado en un barco que transporta una carga desconocida, días antes había sido atacado por un monstruo marino que todavía sigue a bordo.

### Reemisiones
- Jonny Quest se comenzó a reemitir conjuntamente con Los Herculoides, Shazzan, El Fantasma del Espacio (no premier), Mighty Mightor, Moby Dick y Aquaman; el 10 de septiembre de 1967 en el programa de dibujos animados para los sábados por la mañana Saturday Morning TV de la cadena Estadounidense de la CBS que se emitía de 9:00 a 13:00. Jonny Quest, estaba programado para emitirse a las 12:30.[4]
- El Programa Saturday Morning TV reestructuró sus horarios y series en 1968, pero mantuvo a Jonny Quest en su franja horaria de las 12:30.[5]

## Otras series
Después de aparecer como sketches posteriores en Los Herculoides, Fantasma Espacial, Moby Dick, y su respectiva serie propia, se creó una segunda y tercera serie conocidas como Las nuevas aventuras de Jonny Quest (1986; única temporada de 13 capítulos) y Las increibles aventuras de Jonny Quest (1996; 52 episodios en dos temporadas). Esta última, creada en la era Cartoon Network, innovó con las nuevas tendencias en gráficos (escenas tridimensionales), su introducción es excelente y un gran logro de animación para el año en que fue producida. Aparecieron nuevos personajes y su temática era la de viajar a algún lugar interesante del mundo en cada episodio, en busca de algún misterio o aventura.

## Intentos de adaptación cinematográfica
- A principios de la década de 1990, Turner planeó una campaña de marketing titulada "El Año de Jonny Quest" para presentar una nueva serie de televisión, con el lanzamiento de los episodios clásicos en VHS, y con la creación de dos nuevas películas animadas que guardaban continuidad clásica (como la película Jonny's Golden Quest y Jonny Quest vs. The Cyber Insects), y la producción de una película de acción en vivo.[6][7][8] Más tarde, se anunció que el director Richard Donner, junto con el productor Lauren Shuler Donner y Jane Rosenthal optaron adquirir los derechos para la adaptación de una película de acción en vivo, habiendo expresado su interés en la propiedad poco tiempo después de que Turner adquiriera las propiedades de Hanna-Barbera en su totalidad para Time Warner.[6][9] En su momento, estuvo programada para comenzar su producción a mediados de 1995 con un guion escrito por Fred Dekker, sin embargo la filmación se retrasó hasta 1996 pero diversas complicaciones para su desarrollollevaron a que finalmente nunca comenzase a producir.[9] A principios de 1996, este proyecto se incluyó con el retraso junto a otras películas de Hanna-Barbera, como la película de acción en vivo de Los Supersónicos.[10]

- Años después, se había anunciado de nuevo que se retomaría el desarrollo de una película de acción real de Jonny Quest, Zac Efron y Dwayne "The Rock" Johnson fueron anunciados en 2009 que habían sido elegidos para ser parte del elenco, encarnando respectivamente a Jonny Quest y Race Bannon en dichos roles.[11] Finalmente, nunca se concretó.

- En mayo de 2015, se anunció que el director de cine Robert Rodríguez dirigiría una versión de acción real, con un guion coescrito entre Rodríguez y Terry Rossio.[12] Adrian Askarieh había declarado al portal IGN que la película sería como una mezcla entre Indiana Jones cumpliendo el rol de James Bond con una calificación PG-13.[13][14][15] Más tarde, en el mes de julio de 2016, Forbes informó que la película comenzaría una franquicia cinematográfica basada en los títulos de marca Hanna-Barbera, luego del anuncio del guion que desarrollaría Robert Rodríguez y Terry Rossio, que tomaría al personaje de Jonny en un rol parecido al de un "Harry Potter interpretando a un chico aventurero como en las películas de Indiana Jones" y específicamente establecería que la película tendría un potencial para varias secuelas, además también se mencionaba que el guion se inspiraría fuertemente en algunas historias y elementos específicos de la serie de televisión original de los años sesenta. El sitio había informado que el estudio estaba considerando actores como Idris Elba, Bradley Cooper y Will Smith como candidatos para el rol de Race Bannon.[16]

- Finalmente, luego de que Robert Rodríguez y Terry Rossio abandonasen el proyecto dado que Rodríguez había sido contratado para el proyecto de Alita, Ángel de Combate, no fue sino hasta noviembre del 2018, que Warner Bros. anunció que la película aún seguía desarrollándose, y que la película ahora sería dirigida por Chris McKay, La película será producida por Dan Lin, conocido por dirigir varias películas de Rápido y Furioso además de Star Trek Beyond, junto a Jonathan Eirich y Adrian Askarich.[17][18]

## Historietas
Jonny Quest también ha sido adaptado en el mundo de los tebeos, siendo publicado por editoriales como Gold Key Comics en 1964, adaptando los episodios de la televisión, la editorial Cómico retomó las aventuras del personaje en 1986, serie escrita por William Messner-Loeb, serie de 31 números, con 2 especiales y 3 historias especiales basadas en 3 episodios de la serie animada, dibujados por el mismo Messner, también tuvo colaboración de artistas de cubiertas y entintados, Steve Rude y David Stevens. Contó con una miniserie limitada escrita y dibujada por Adam kubert una historia centrada en Race Bannon; años después volverían a aparecer los personajes en una aparición espacial de las historietas de Scooby Doo en la revista "Scooby Doo Team Up" para DC Comics en 2015. En 2016, DC Comics, que adquirió finalmente los derechos de los producciones de Hanna-Barbera desde finales de los 90's, producirá una serie de historietas que conformará el Universo de Hanna Barbera, donde Jonny Quest volverá como historieta con un enfoque modernizado y como si hubiese sido creado en la actualidad, en una serie denominada "Future Quest", a partir de mayo de 2016.